# Сюдов, Кристоф
Кристоф Сюдов (нем. Christoph Sydow, 1985, Лихтенберг, Лихтенберг — 1 июня 2020, Берлин) — немецкий журналист, работавший иностранным корреспондентом журнала Der Spiegel на Ближнем Востоке.

## Биография
Сюдов с раннего возраста интересовался политической журналистикой, часто носил с собой выпуски журнала — своего будущего работодателя — и производил впечатление на одноклассников, выступая в роли «ходячей энциклопедии». Работая над своей учёной степенью по исламоведению в Свободном университете Берлина, в 2005 году он стал соучредителем блога Alsharq — платформы, на которой студенты могли публиковать собственные статьи о Ближнем Востоке. В 2013 году этот блог был номинирован на премию Grimme Online Award.
В 2009 году он начал работать в Zenith, независимом немецком журнале, специализирующемся на событиях в арабском мире. Во время Арабской весны 2011 года Сюдов впервые стал известен широкой аудитории, выступив в качестве эксперта по этой теме в нескольких средствах массовой информации. Сюдов присоединился к Der Spiegel в 2012 году и вскоре стал его главным корреспондентом в регионе Ближнего Востока, вскоре приобретя внутреннюю репутацию за свои особенно скрупулёзные и точные методы.
Сюдов был женат и имел двоих детей. Он покончил с собой 1 июня 2020 года.